# Засухин, Алексей Федосеевич
Алексе́й Федосе́евич Засу́хин (18 марта 1937, Свердловск — 27 мая 1996, там же) — советский боксёр полулёгкой весовой категории, выступал за сборную в начале 1960-х годов. Чемпион СССР, серебряный призёр чемпионата Европы. На соревнованиях представлял спортивное общество «Динамо», мастер спорта СССР международного класса (1991). Также известен как тренер по боксу, доцент НГУ имени П. Ф. Лесгафта, кандидат педагогических наук.

## Биография
Родился 18 марта 1937 года в Свердловске. Активно заниматься боксом начал под впечатлением от выступлений старшего брата Александра, добившегося высоких результатов на крупнейших всесоюзных и международных турнирах. По стопам брата присоединился к добровольному спортивному обществу «Динамо», где проходил подготовку под руководством заслуженного тренера Льва Вяжлинского. Позже жил и тренировался в Минске, окончил Белорусский государственный университет физической культуры.
Первого серьёзного успеха на ринге добился в 1960 году, когда выиграл в полулёгком весе бронзовую медаль чемпионата СССР. Тем не менее, пробиться на летние Олимпийские игры в Рим ему не удалось, поскольку к тому времени лидерство в категории до 57 кг захватили такие боксёры как Борис Никоноров и Станислав Степашкин. В 1961 году Засухин всё-таки одержал победу на первенстве СССР, в финале выиграл у Анатолия Лагетко, и благодаря этой победе удостоился права защищать честь страны на чемпионате Европы в Белграде, получил там впоследствии серебряную медаль. После национального первенства 1962 года, где в финале проиграл Владимиру Сафронову, спортсмен принял решение уйти из сборной, всего за карьеру провёл 170 боёв, из них 150 окончил победой.
Работал тренером в Свердловском горном и Уральском политехническом институтах, преподавал на кафедре бокса НГУ имени П. Ф. Лесгафта, в поздние годы был детским тренером в спортивном клубе «Малахитовый гонг», принимал активное участие в организации и проведении соревнований по боксу различного уровня, являлся судьёй республиканской категории, почётный мастер спорта СССР (1964). В 1991 году ему присвоено звание мастера спорта СССР международного класса.
Скончался 27 мая 1996 года. Похоронен на Лесном кладбище Екатеринбурга.

## Память
- В Екатеринбурге установлена мемориальная доска на доме, где жил А. Ф. Засухин (улица Свердлова, 58).